# 下施托青根
下施托青根（德語：Niederstotzingen，發音：[niːdɐˈʃtɔtsɪŋən] ⓘ）是德国巴登-符腾堡州斯图加特行政区海登海姆县的市镇，总面积29.80平方千米，2023年12月31日总人口为4,925人。